# Браян Рікеман
Браян Рікеман (13 липня 1984) — бельгійський плавець.
Учасник Олімпійських Ігор 2008, 2012 років.